# Geologie Marsu

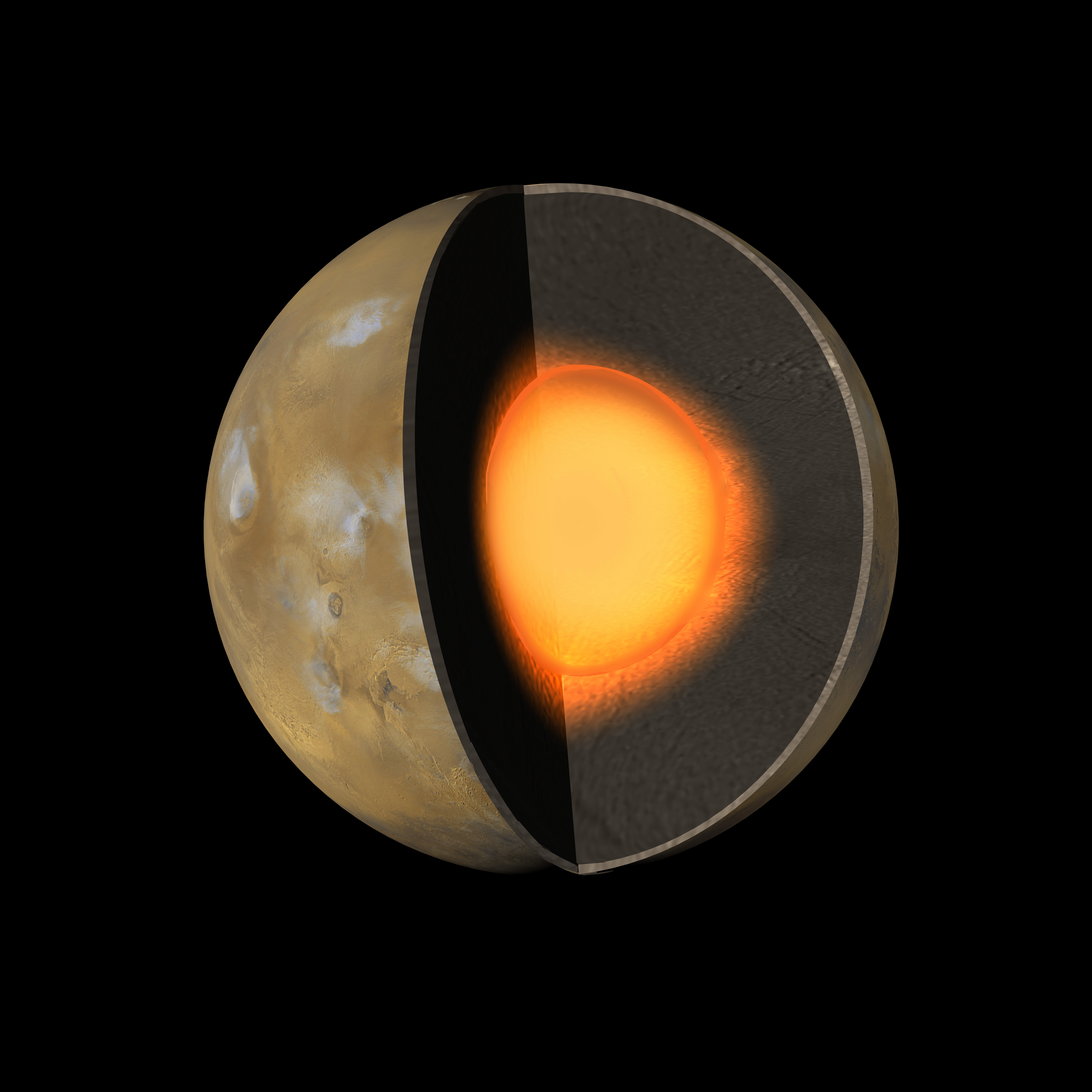
Geologická stavba Marsu je podobná jako Země. Na povrchu kůra, pod ní plášť a uprostřed jádro (umělecká představa)

Současné poznání nitra Marsu nasvědčuje tomu, že může být modelován kůrou (složenou z hliníku Al a křemíku Si) silnou 20 až 100 km, pláštěm (olivín a FeO) a jádrem (FeS nebo směs niklu Ni, železa Fe a FeS), které zaujímá přibližně 16 % hmotnosti planety a 4 % objemu. Z toho lze přibližně určit hustotu jádra, 7 000 až 8 000 kg/m3.
Užitím čtyř parametrů můžeme rozhodnout o velikosti a hmotnosti marťanského jádra. Nicméně, pouze tři z nich jsou známé, celková hmotnost, velikost Marsu a moment setrvačnosti. Hmotnost a velikost byla přesně stanovena z dřívějších misí. Moment setrvačnosti byl stanoven pomocí kosmické sondy Viking a dat z Pathfinder, Dopplerovským měřením precese Marsu. Čtvrtý parametr, potřebný pro dokončení modelu nitra planety, bude získán z budoucích kosmických misí. Se třemi známými parametry je model podstatně omezený. Jestliže je jádro pevné (složené ze železa) podobně jako zemské, potom by byl minimální poloměr jádra okolo 1 300 km. Jestliže je jádro vytvořeno z méně hustého materiálu jako například směs síry a železa, potom by byl maximální poloměr pravděpodobně menší než 2 000 km.

## Geologická aktivita Marsu
O tom zda je planeta Mars stále geologicky aktivní neexistují jednoznačné údaje. O aktivitě planety v minulosti není pochyb, jasným důkazem je spící největší sopka sluneční soustavy Olympus Mons. Existuje několik faktů, které napovídají tomu, že slabá aktivita na Marsu stále přetrvává. Aktuální jsou fotografie ve vysokém rozlišení z orbitální MRO (Mars Reconnaisance Orbiter), které ukazují díry v povrchu, ze kterých by mohly unikat horké plyny z nitra planety. Některé ze snímků dokonce připomínají bahenní vulkány podobné těm, které jsou například v Yellowstonském národním parku v USA.

## Vrstvy

### Kůra
Od července 1997 do října 2006 pořizovala z oběžné dráhy podrobné snímky rudé planety sonda Mars Global Surveyor (MGS). Podpovrchovou strukturu přímo zkoumat nemohla, nicméně pomocí rádiového experimentu zaznamenáváme změny gravitačního pole planety, které působí malé změny orbitální rychlosti sondy. Tyto změny odpovídají vnitřnímu nerovnoměrnému rozložení hmot uvnitř planety – spolu s topografickými údaji přesného laserového výškoměru MOLA (Mars Orbiter Laser Altimeter) a za předpokladu, že většina gravitačního pole souvisí pouze s kůrou, umožňují tato data rekonstruovat polohu rozhraní kůra/plášť (obdobné pozemské Moho). Inverze gravitačního signálu je ale nejednoznačná a bez pevného bodu (např. seismicky určené mocnosti kůry alespoň v jednom bodě) dovoluje získat různé mapy mocnosti kůry, které všechny odpovídají pozorovaným datům.
Za předpokladu, že je hustota kůry zafixována na hodnotě 2,9 g/cm3, je minimální střední mocnost kůry 45 km (tato hodnota vyhovuje předpokladu, že všude tj. i pod velkými impaktními útvary je mocnost větší než nula, tedy nedochází ke kontaktu pláště s povrchem). Pro takový model dává gravitační inverze průměrnou tloušťku na jižní polokouli ~60 km a na severní ~30 km, s maximem v oblasti Tharsis přesahujícím 80 km. Jiné analýzy gravitačního pole a topografie Marsu ale naznačují, že skutečná mocnost kůry může být i vyšší – pokud platí předpoklad, že oblast jižních vysočin vznikla velmi brzy v historii a místní topografie nebyla později modifikována, je odhadovaná střední mocnost kůry na 57±24 km. Na základě analýzy geochemických i geofyzikálních dat je také možné stanovit maximální střední mocnost kůry, která je ~100 km. Všechny tyto údaje naznačují, že kůra na Marsu je obecně silnější než kůra na Zemi, což může souviset s absencí deskové tektoniky na rudé planetě.

### Plášť
Plášť je silný okolo 1 500 až 2 000 km, je složen z křemičitých hornin a z toho vyplývá, že jeho průměrná hustota je okolo 3 400 až 3 500 kg/m3.

### Jádro
Přesné rozměry jádra nejsou známé, protože závisejí na zatím nepřesně zjištěných parametrech. Pokud se budeme držet toho, že je jádro složené z pevných hornin a železa, tak jeho poloměr vychází na 1 250 km. Pokud by se jednalo o lehčí látky (např. směs síry a železa), potom by jeho maximální průměr byl okolo 2 000 km.